# Велика награда Азербејџана 2022.
Велика награда Азербејџана 2022. била је осма рунда светског шампионата Формуле 1 2022. на стази Баку сити у Бакуу 12. јуна 2022. Трку у 51 кругу победио је Макс Верстапен. Шарл Леклер, који је био други на табели шампионата пре трке, повукао се у 21. кругу због проблема са агрегатом и пао на треће место иза Серхија Переза. Победом је Верстапен повећао предност на 21 поен.

## Позадина

### Шампионати пре трке
У шампионату возача, Макс Верстапен је водио са 125 поена, после Велике награде Монака, 9 испред Шарла Леклера на другом месту, а Серхио Перез на трећем месту. Ред бул је предводио Ферари за 36, а Мерцедес за 101 поен у конструкторском шампионату.

### Учесници
Возачи и тимови су били исти као на листи за пријаву сезоне без додатних резервних возача за трку.

### Избор гума
Добављач гума Пирели је донео смеше гума Ц3, Ц4 и Ц5 (означене као тврде, средње и меке) како би тимови могли да користе на догађају.

## Тренинг
Прва два слободна тренинга одржана су 10. јуна 2022. у 15:00 и 18:00 по локалном времену (УТЦ+04:00), а трећи тренинг је првобитно био заказан за 11. јуна 2022, у 15:00 по локалном времену, али је одложено за 15:15 по локалном времену, како би се омогућила поправка баријере након несреће у трци Формули 2 која се одвозила око 13:30.

## Квалификације
Квалификације су требале да почну у 18:00 по локалном времену 11. јуна, али је почетак сесије одложен на 18:15 као последица одлагања завршног тренинга.
Сесија је почела нормално и сви су поставили времена круга. Међутим, за око четири минута до краја, Ланс Строл се проклизао и ударио у баријеру, малом брзином, у заокрету 7. Вратио се и наставио даље, али само 90 секунди касније, поново је ударио у баријеру, овог пута у скретању 2 и са много већом брзином. Поломио је предње крило и предње десно вешање и био је приморан да остави аутомобил на стази. То је резултирало црвеном заставом. Када је сесија поново почела, временски су били тесни да сви одраде круг и стигну до линије да започну летећи круг. Сви су стигли до линије, али у свом последњем летећем кругу, Фернандо Алонсо је кренуо право у 15. скретању и изазвао жуте заставице, што значи да возачи иза њих нису могли да заврше своје кругове пуном брзином. Александер Албон оптужио је Алонса да је намерно кренуо, али је Алонсо касније после седнице демантовао те тврдње. Кевин Магнусен, Албон, Николас Латифи, Строл и Мик Шумахер су сви испали из квалификација у првој сесији.
Са нешто мање од седам и по минута до краја друге сесије квалификација, Себастијан Фетел је проклизао у 15. скретању и малом брзином ударио у преграду. Ауто му је био неоштећен, па се окренуо уназад и наставио даље. Слично Фетелу, Ландо Норис је такође кренуо право у 15. скретању, али је успео да избегне баријере. Норис је окренуо свој ауто и наставио даље, али на крају га је грешка коштала круга и он је елиминисан. Норис, Данијел Рикардо, Естебан Окон, Џоу Гуанју и Валтери Ботас испали су из квалификација у другој сесији.
Пошто су сви завршили своје прве кругове, Карлос Саинз је узео привремени пол са својим сувозачем из Ферарија, Шарлом Леклером само 4 стотинке мање од Саинзовог времена. Међутим, како су сви завршили своје последње кругове, Леклер, Серхио Перез и Макс Верстапен су напредовали изнад Саинза, који је квалификације завршио као четврти. Леклер је узео пол за три десетинке испред Переза, Верстапена, Саинза, Џорџа Расела, Пјера Гаслија, Луиса Хамилтона, Јукија Цуноде, Фетела и Алонса.

### Квалификациона класификација
| Поз.   | Бр. | Возач            | Конструктор  | Квалификациона времена | Квалификациона времена | Квалификациона времена | Стартна позиција |
| Поз.   | Бр. | Возач            | Конструктор  | К1                     | К2                     | К3                     | Стартна позиција |
| ------ | --- | ---------------- | ------------ | ---------------------- | ---------------------- | ---------------------- | ---------------- |
| 1      | 16  | Шарл Леклер      | Ферари       | 1:42,865               | 1:42,046               | 1:41,359               | 1                |
| 2      | 11  | Серхио Перез     | Ред бул      | 1:42,733               | 1:41,955               | 1:41,641               | 2                |
| 3      | 1   | Макс Верстапен   | Ред бул      | 1:42,722               | 1:42,227               | 1:41,706               | 3                |
| 4      | 55  | Карлос Саинз     | Ферари       | 1:42,957               | 1:42,088               | 1:41,814               | 4                |
| 5      | 63  | Џорџ Расел       | Мерцедес     | 1:43,754               | 1:43,281               | 1:42,712               | 5                |
| 6      | 10  | Пјер Гасли       | Алфа Таури   | 1:43,268               | 1:43,129               | 1:42,845               | 6                |
| 7      | 44  | Луис Хамилтон    | Мерцедес     | 1:43,939               | 1:43,182               | 1:42,924               | 7                |
| 8      | 22  | Јуки Цунода      | Алфа Таури   | 1:43,595               | 1:43,376               | 1:43,056               | 8                |
| 9      | 5   | Себастијан Фетел | Астон Мартин | 1:43,279               | 1:43,268               | 1:43,091               | 9                |
| 10     | 14  | Фернандо Алонсо  | Алпин        | 1:44,083               | 1:43,360               | 1:43,173               | 10               |
| 11     | 4   | Ландо Норис      | Макларен     | 1:44,237               | 1:43,398               | Н/Д                    | 11               |
| 12     | 3   | Данијел Рикардо  | Макларен     | 1:44,437               | 1:43,574               | Н/Д                    | 12               |
| 13     | 31  | Естебан Окон     | Алпин        | 1:43,903               | 1:43,585               | Н/Д                    | 13               |
| 14     | 24  | Џоу Гуанју       | Алфа Ромео   | 1:43,777               | 1:43,790               | Н/Д                    | 14               |
| 15     | 77  | Валтери Ботас    | Алфа Ромео   | 1:44,478               | 1:44,444               | Н/Д                    | 15               |
| 16     | 20  | Кевин Магнусен   | Хас          | 1:44,643               | Н/Д                    | Н/Д                    | 16               |
| 17     | 23  | Александер Албон | Вилијамс     | 1:44,719               | Н/Д                    | Н/Д                    | 17               |
| 18     | 6   | Николас Латифи   | Вилијамс     | 1:45,367               | Н/Д                    | Н/Д                    | 18               |
| 19     | 18  | Ланс Строл       | Астон Мартин | 1:45,371               | Н/Д                    | Н/Д                    | 19               |
| 20     | 47  | Мик Шумахер      | Хас          | 1:45,775               | Н/Д                    | Н/Д                    | 20               |
| Извор: |     |                  |              |                        |                        |                        |                  |

## Трка
Трка је почела у 15:00 по локалном времену 12. јуна. Серхио Перез је повео трку у првом круг, након што је Шарл Леклеру проклизао предњи леви точак. У 8. кругу, Карлос Саинз је стао у зони паркирања у скретању 4 након што је имао проблем са хидрауликом у свом аутомобилу. Ово је резултирало виртуелним сигурносним аутомобилом, у којем је већина возача, укључујући Леклера, одабрала да се бори са Ред буловима Макса Верстапена и Переза који су одлучили да то не чине. У 15. кругу, Верстапен је претекао Переза у првој кривини. Перез је у 17. кругу прешао на нове тврде гуме, споро заустављање значило је да га је Леклер, када је изашао из бокса прошао, а Верстапен који је ишао 2 круга касније, успео је да изађе испред њега такође. У 21. кругу, Леклеров ауто је почео да дими због проблема са мотором на главном правцу што је довело до његовог повлачења, са Џоу Гуанјуом који се повлачи у 23. кругу због проблема са хидрауликом. У 31. кругу, аутомобил Кевина Магнусена је такође имао проблем са мотором што је довело до дима. Зауставио се непосредно пре скретања 15 са тркачке линије, али је то ипак резултирало другим виртуелним сигурносним аутомобилом. Већина возача је изабрала да узме свежије гуме. У 36. кругу, задње крило Јукија Цуноде се поломило, што је резултирало пола отворено задње крило на правцу, показана му је црно-наранџаста застава и он је дошао у бокс на поправку. Екипа Алфа Таурија у боксу је залепила његово задње крило да спречи његово кретање, и он је пуштен назад у трку. У 44. кругу, Луис Хамилтон је престигао Пјера Гаслија на четвртом месту. У 46. кругу, Ланс Строл је позван да се повуче због великих осцилација. Верстапен је победио у трци, а Перез је завршио као 2. Џорџ Расел је завршио трећи за Мерцедес, Хамилтон је био четврти, а Гасли пети. Себастијан Фетел, Фернандо Алонсо, Данијел Рикардо, Ландо Норис и Естебан Окон завршили су у првих 10.

### Тркачка класификација
| Поз.                                                      | Бр. | Возач            | Конструктор  | Кругови | Време/Разлика | Место | Поени |
| --------------------------------------------------------- | --- | ---------------- | ------------ | ------- | ------------- | ----- | ----- |
| 1                                                         | 1   | Макс Верстапен   | Ред бул      | 51      | 1:34:05,941   | 3     | 25    |
| 2                                                         | 11  | Серхио Перез     | Ред бул      | 51      | +20,823       | 2     | 191   |
| 3                                                         | 63  | Џорџ Расел       | Мерцедес     | 51      | +45,995       | 5     | 15    |
| 4                                                         | 44  | Луис Хамилтон    | Мерцедес     | 51      | +1:11,679     | 7     | 12    |
| 5                                                         | 10  | Пјер Гасли       | Алфа Таури   | 51      | +1:17,299     | 6     | 10    |
| 6                                                         | 5   | Себастијан Фетел | Астон Мартин | 51      | +1:24,099     | 9     | 8     |
| 7                                                         | 14  | Фернандо Алонсо  | Алпин        | 51      | +1:28,596     | 10    | 6     |
| 8                                                         | 3   | Данијел Рикардо  | Макларен     | 51      | +1:32,207     | 12    | 4     |
| 9                                                         | 4   | Ландо Норис      | Макларен     | 51      | +1:32,556     | 11    | 2     |
| 10                                                        | 31  | Естебан Окон     | Алпин        | 51      | +1:48,184     | 13    | 1     |
| 11                                                        | 77  | Валтери Ботас    | Алфа Ромео   | 50      | +1 круг       | 15    |       |
| 12                                                        | 23  | Александер Албон | Вилијамс     | 50      | +1 круг       | 17    |       |
| 13                                                        | 22  | Јуки Цунода      | Алфа Таури   | 50      | +1 круг       | 8     |       |
| 14                                                        | 47  | Мик Шумахер      | Хас          | 50      | +1 круг       | 20    |       |
| 15                                                        | 6   | Николас Латифи   | Вилијамс     | 50      | +1 круг2      | 18    |       |
| 163                                                       | 18  | Ланс Строл       | Астон Мартин | 46      | Вибрације     | 19    |       |
| Оду                                                       | 20  | Кевин Магнусен   | Хас          | 31      | Агрегат       | 16    |       |
| Оду                                                       | 24  | Џоу Гуанју       | Алфа Ромео   | 23      | Хидраулика    | 14    |       |
| Оду                                                       | 16  | Шарл Леклер      | Ферари       | 21      | Агрегат       | 1     |       |
| Оду                                                       | 55  | Карлос Саинз     | Ферари       | 8       | Хидраулика    | 4     |       |
| Најбржи круг: Серхио Перез (Ред бул) – 1:46,046 (круг 36) |     |                  |              |         |               |       |       |
| Извор:                                                    |     |                  |              |         |               |       |       |

Напомена
- ^1  – Укључује један бод за најбржи круг.[20]
- ^2  – Николас Латифи добио је казну од пет секунди због игнорисања плавих заставица. На његову коначну позицију казна није утицала.[19]
- ^3  – Ланс Строл је класификован пошто је прешао више од 90% трке.[19]

## Поредак шампионата после трке
|   | Поз. | Возач          | Поени |
| - | ---- | -------------- | ----- |
|   | 1    | Макс Верстапен | 150   |
| 1 | 2    | Серхио Перез   | 129   |
| 1 | 3    | Шарл Леклер    | 116   |
|   | 4    | Џорџ Расел     | 99    |
|   | 5    | Карлос Саинз   | 83    |

|   | Поз. | Конструктор | Поени |
| - | ---- | ----------- | ----- |
|   | 1    | Ред бул     | 279   |
|   | 2    | Ферари      | 199   |
|   | 3    | Мерцедес    | 161   |
|   | 4    | Макларен    | 65    |
| 1 | 5    | Алпин       | 47    |

- Напомена: Само првих пет позиција су приказане на табели.